# Roland Oberlé
Roland Oberlé (Frankrijk, 20 oktober 1938) is een Franse historicus en stripscenarist. 
Oberlé is erfgoedconservator en cultureel attaché voor kunst en geschiedenis van de Elzas bij de Algemene Raad van Bas-Rhin. Tussen 1960 en 1974 was hij geschiedenisdocent bij het lyceum Aquiba in Straatsburg.
Oberlé schreef tussen 1971 en 2012 zeker 33 boeken over de Elzas, in 2012 bijvoorbeeld schreef hij het boek Noël en Alsace, dat verscheen bij uitgeverij  J.-P. Gisserot.
In 2007 verzorgde Oberlé samen met Georges Foessel de teksten voor het album Strasbourg in de educatieve stripreeks De reizen van Tristan. Dit album werd niet naar het Nederlands vertaald.
- Biblioteca Nacional de España: XX1050914
- Gemeinsame Normdatei: 113020082
- International Standard Name Identifier: 0000 0000 8385 8475
- Library of Congress Control Number: n82111559
- Nationale Bibliotheek van Israël: 987007271172305171
- Système universitaire de documentation: 02705134X
- Virtual International Authority File: 59087230
- WorldCat: E39PBJpdWbbRqP7FpjMdCgdhHC